# Dean Butterworth
Dean Butterworth (Rochdale, 26 settembre 1976) è un batterista statunitense.
Attualmente è membro del gruppo pop punk Good Charlotte, dopo aver sostituito l'ex membro Aaron Escolopio, ora membro dei Wakefield. Butterworth ha inciso con la band gli album Good Morning Revival e Cardiology.